# 鬼ちゃん・西やんの日曜ちゃちゃちゃ
『鬼ちゃん・西やんの日曜ちゃちゃちゃ』（おにちゃん・にしやんのにちようちゃちゃちゃ）は、2018年4月8日から2021年9月26日までRKB毎日放送（RKBラジオ）で放送されていたワイド番組。放送時間は基本的に毎週日曜 13:00 - 18:00。パーソナリティーは鬼橋美智子、西田たかのり。

## 概要
日曜の午後に、福岡を代表するパーソナリティ2人が元気を届けるというコンセプトの番組。2020年3月まではRKB放送会館ではなく天神きらめき通りサテライトスタジオからの放送であった。　
新型コロナウィルス感染拡大防止の観点から、2020年春よりRKB放送会館からの放送に変更。
番組名の「ちゃちゃちゃ」は北九州弁の特徴的な語尾「ちゃ」を重ねたもの（チャチャタウン小倉と同じ）。パーソナリティの鬼橋・西田は共に北九州市出身であり、2009年 - 2014年に放送していた『イケイケ! ラジオシティ!』の放送初期のパーソナリティーコンビでもある。
2021年9月5日の冒頭トークで同月26日での放送終了を発表した。その後、9月10日にYouTube Liveならびに公式サイト上で発表された秋改編情報で、同じ鬼橋・西田コンビが金曜日に移る形で10月1日より『Weekend Live あんたっちゃぶる』（金曜日 10:00 - 17:30）を担当することが発表された。なお、鬼橋は9月末で終了する当該時間帯のワイド番組『笑売繁盛! ウメ子食堂』の金曜日を、西田も当該時間帯のワイド番組『オトナビゲーション』の金曜日を担当しているため、実質スライドである。

## 放送時間
全て毎週日曜の放送。
現在
- 11:30 - 15:00（JST。2021年4月4日[3] - )
  - アサラジ!の終了に伴い放送開始時間が90分繰り上がった。プロ野球シーズン中の15時以降は『ホークス"鷹く"応援団』（旧：『ホークス花の応援団』）が定時番組扱いとなる。

過去
- 13:00 - 16:00（JST。2018年11月4日 - 12月23日）
  - 2018年10月14日 - 28日はプロ野球ポストシーズンに伴う特別編成のため休止。
- 13:00 - 15:00（JST。2019年1月6日 - 3月24日）
  - KBCラジオよりプロ野球シーズンオフの『GOGO競馬サンデー!』[4]（この期間は独立番組として放送）の放送権移行を受けたため、1時間短縮となった。
- 13:00 - 17:45（JST。2019年10月5日 - 2020年3月29日）
  - 前年のナイターオフシーズンと異なり16時台以降の放送も存続するが、『ローカる!』の開始に伴い15分短縮された（同番組は2020年4月より6:25 - 6:40へ移動）。また、プロ野球日本シリーズ終了後の2019年11月3日 - 2020年3月15日は、『GOGO競馬サンデー!』を15時台のフロート番組として内包した。加えて、『ボートレースラジオ実況中継』を内包する場合もあった。
- 13:00 - 18:00（JST。2018年4月8日 - 10月7日、2019年3月31日 - 9月29日、2020年4月5日 - 2021年3月28日）
  - 2020年度は通年でこの放送時間を維持。プロ野球日本シリーズ終了後の2020年12月6日 - 2021年3月21日（予定）は、『GOGO競馬サンデー!』を15時台のフロート番組として内包する。加えて、競艇のSG・PGI競走の優勝戦開催日（ナイターレース時を除く）には、『ボートレースラジオ実況中継』[4]を16時台後半のフロート番組として内包する。

放送時間に関する備考
2020年度までについては、プロ野球シーズン中のRKBエキサイトホークスが13:00 試合開始の場合は中継終了後からの放送。14:00 試合開始の場合は13:00 - 13:54の放送で、中継終了後は当番組ではなく『ホークス花の応援団』の日曜版を18:00まで放送していた。15:00 〜 17:00 試合開始の薄暮試合となる場合は13:00 - 14:00、18:00 試合開始のナイトゲームとなる場合は13:00 - 15:00の放送で、いずれも中継開始まではナイター時間帯の定時番組の振替放送に充てられた（振替対象は概ね18:00 - 21:00の番組であるが、試合開始が17:00以前の場合は、18:00 - 試合開始4時間経過時点までの番組となる）。
よってプロ野球シーズン中で実際に上記時間帯でのフル放送となるのは、予定されたデーゲームが中止となった日、RKBに放送権のないヤクルト対ソフトバンク戦の開催日、日程の都合上最初からソフトバンク戦が開催されない日のいずれかに限られており、2020年時点ではオールスターゲーム予備日の2018年7月15日と、予定された試合が中止となった2020年8月2日が該当した。なお2019年のオールスター予備日である7月14日については、前週の月曜ナイター延長で休止となった定時番組の振替放送のため17:15までの放送であった。
2021年度については、プロ野球が13:00または14:00試合開始の場合、試合開始6分前までの放送となる。18:00以降試合開始のナイトゲームとなる場合はフル放送となる予定。
2020年は新型コロナウィルスの影響でプロ野球の開幕が延期されたため、3月22日 - 6月14日は本番組のフル放送で対処していた。合わせて4月6日より天神きらめき通りサテライトスタジオでの放送を取り止め、RKB放送会館からの非公開生放送に切り替えている。

## コーナー
- 鬼橋美智子の気になるっちゃ
- 西田たかのりの怒りの鉄拳
- すっぴん英会話
- ジャケ押しミュージック
- ちゃちゃちゃカフェ

## 特別番組
- 鬼ちゃん・西やんの日曜ちゃちゃちゃ　お正月スペシャル(2021年1月3日 8:30〜17:00)[5]。

- 聴いて得するラジオマガジン / ヒット!ヒット!

RKBラジオをキーステーションに九州・沖縄・山口のJRN8局ネットで放送される特別番組。2018年以降は鬼橋・西田コンビが担当しており、そのまま『日曜ちゃちゃちゃ』も担当する。